# 마법안개의 비밀: 황금 보물선을 찾아라
《마법안개의 비밀: 황금 보물선을 찾아라》(영어: Captain Morten and the Spider Queen)은 2018년 공개된 에스토니아의 애니메이션 영화이다.

## 줄거리
꼬마 선장 ‘모튼’과 상상 속 곤충 친구들의 신비로운 모험!
아빠처럼 멋진 선장이 되고 싶은 ‘모튼’은 어느 날 콧수염 마술사 아저씨의 마법안개총에 맞아 몸이 1cm 로 줄어들고 만다!
갑자기 커져버린 세상에서 구두로 만든 장난감 배의 꼬마 선장이 된 ‘모튼’은 상상 속 곤충 친구들과 함께 전설의 황금 보물선을 찾기 위한 모험을 떠나게 되는데…

## 출연

### 주연
- 이다은

### 조연
- 김보나
- 강은애
- 박성영
- 이창민
- 서반석
- 고구인